# 颊纹颈须鳚
頰紋頸鬚鳚（学名：Cirripectes castaneus），又名頰紋穗肩鳚、狗鰷、火紅頸鬚鳚、黑斑繐肩鳚，为輻鰭魚綱鳚形目鳚科穗肩鳚屬下的一个种。分布印度西太平洋，從紅海至東加，北至日本南部，南至豪勳爵島、帛琉海域，深度0至32公尺，本魚體長橢圓形，稍側扁；頭鈍短。鼻鬚及眼上鬚羽狀分支，一連串頸鬚橫貫在頸上，下唇內側光滑，外側有褶皺。上唇小圓齒29-50顆，頭部感覺孔系統簡單，每個頸部皮瓣後面有1個孔，體色圖案隨地理變化，雄魚：體紋淺棕色和深棕色交替，背棘尖和前尾鰭條黃色(英屬印度洋領地)；頭部和前體條紋在棕色背景上有狹窄的紅色(紅海)；身體條紋為棕色，背景為灰色或黃色(斐濟)；條紋紅棕色，略斜(葛摩)。雌魚：大多具有波浪形棕色線條和淺色多邊形斑點的網狀圖案；其他的則是純棕色，特別是來自南非和肯亞的頭部有斑點和線條；虹膜周圍有一圈不規則的紅色環，瞳孔周圍有一圈狹窄的黃色環，環之間有黑色，背鰭硬棘11-13枚、背鰭軟條13-15枚、臀鰭硬棘2枚、臀鰭軟條14-16枚，體長可達9.2公分，棲息在岩礁及珊瑚礁，通常躲在洞穴中，以藻類、碎屑和小型無脊椎動物為食，雌魚產附著性魚卵，雄魚會守護卵，可做為觀賞魚。该物种的模式产地在毛里求斯。